# Kogelloper
De kogelloper of kogelloopkever (Omophron limbatum) is een keversoort uit de familie van de loopkevers (Carabidae). De wetenschappelijke naam van de soort werd in 1777 gepubliceerd door Johann Christian Fabricius.